# ウィルソンアメリカムシクイ
ウィルソンアメリカムシクイ（学名：Wilsonia pusilla）は、スズメ目アメリカムシクイ科に分類される鳥類の一種。
- 新北区・新熱帯区に生息している。

| サブスタブ | この項目は、まだ閲覧者の調べものの参照としては役立たない、書きかけの項目です。この項目を加筆・訂正などしてくださる協力者を求めています。このテンプレートは分野別のサブスタブテンプレートやスタブテンプレート（Wikipedia:分野別のスタブテンプレート参照）に変更することが望まれています。 |